# گوردون کوپر
لیروی گوردون کوپر جونیور (به انگلیسی: Leroy Gordon Cooper, Jr.) زندگی در (۶ مارس ۱۹۲۷ – ۴ اکتبر ۲۰۰۴) که به‌عنوان گوردون کوپر (به انگلیسی: Gordon Cooper) شناخته می‌شود، یک مهندس هوافضا آمریکایی، خلبان آزمایش‌کننده و یکی از هفت فضانورد اصلی برنامه فضایی عطارد (مرکوری)، نخستین برنامه فضایی سرنشین‌دار ایالات متحده آمریکا بود.
در فیلم میان ستاره‌ای به کارگردانی کریستوفر نولان به‌طور نمادین از شخصیت و نام او استفاده شده‌است.